# Luis Egidio Meléndez
Luis Egidio Meléndez de Rivera Durazo y Santo Padre (1716 Neapol – 1780 Madrid) byl španělský malíř, který proslul především jako tvůrce zátiší. 

## Život
Jeho otcem byl malíř Francisco Antonio Meléndez, který pocházel z Asturie a v letech 1699–1717 žil v Neapoli. Pak se rodina usadila v Madridu, kde se Luis učil malovat v dílně Louise-Michela van Loo. V letech 1744 až 1748 studoval na Real Academia de Bellas Artes de San Fernando, z té doby pochází jeho autoportrét, který je vystaven v muzeu Louvre. V letech 1748 až 1752 žil Meléndez v Itálii a vytvořil zde portrét prince Karla IV. Španělského, který se nedochoval. 
Po návratu do Španělska restauroval spolu se svým otcem rukopisy zničené při požáru madridského královského paláce. Pro panovníkův přírodovědný kabinet v Aranjuezu vytvořil cyklus 44 maloformátových zátiší s typickým španělským ovocem a zeleninou. Je také autorem řady náboženských maleb určených princezně Marii Louise Parmské. Meléndezově žádosti o stálé místo dvorního malíře však nebylo vyhověno a zemřel v bídě (v dopise králi uvedl, že jeho jediným majetkem jsou štětce). Jeho dílo bylo doceněno až ve dvacátém století, kdy jeho význam vyzvedl Josep Maria Junoy. Devětatřicet Meléndezových obrazů je vystaveno v madridském Museo del Prado, jeho díla vlastní také Metropolitní muzeum umění, Katalánské národní umělecké muzeum a londýnská Národní galerie. 

## Tvorba
Při tvorbě zátiší Meléndez pracoval s šerosvitem, uplatnil v nich smysl pro detail a přesně vyjádřil texturu zobrazeného ovoce. Jeho doménou byly rafinované kompozice potravin a nádobí, které se ve španělském malířství tradičně označovaly jako bodegón, tj. spižírna – charakteristické pro ně byly výrazné kontury zdůrazněné tmavým jednobarevným pozadím. Meléndez zde navázal na tvorbu Juana Sáncheze Cotána a Francisca de Zurbarána, avšak barokní vzory se u něj prolínají s vlivem osvícenství i krajinářů posillipské školy. Byl také označován za španělský protějšek Jeana Siméona Chardina.
Jeho nejznámějším dílem je olejomalba Merienda (španělský výraz pro odpolední svačinu, zpravidla konzumovanou v přírodě) z roku 1772. Piknikový koš plný ovoce a chleba na pozadí idylické venkovské krajiny zde ilustruje životní styl tehdejší aristokracie.

## Galerie

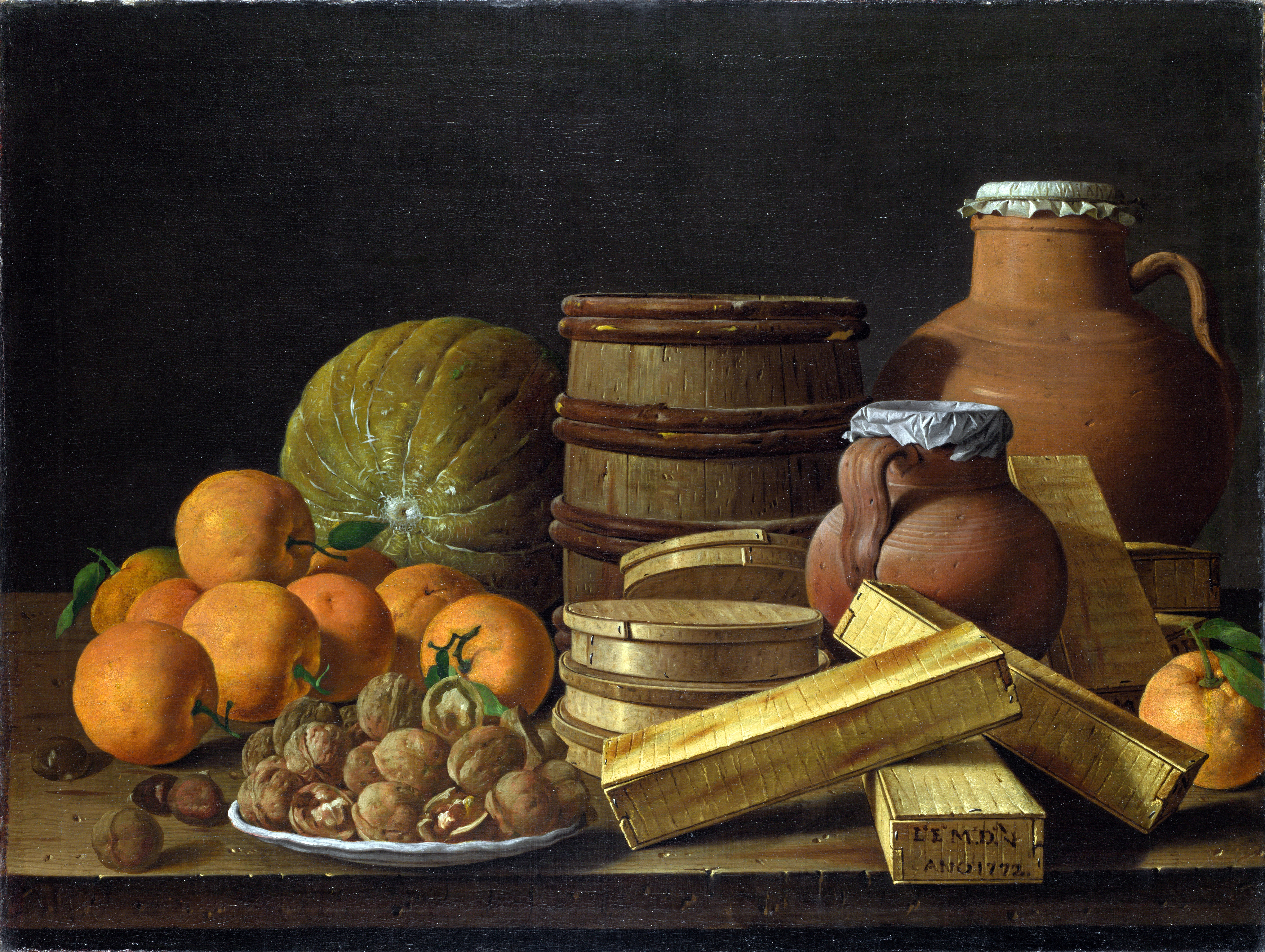
Zátiší s pomeranči a ořechy
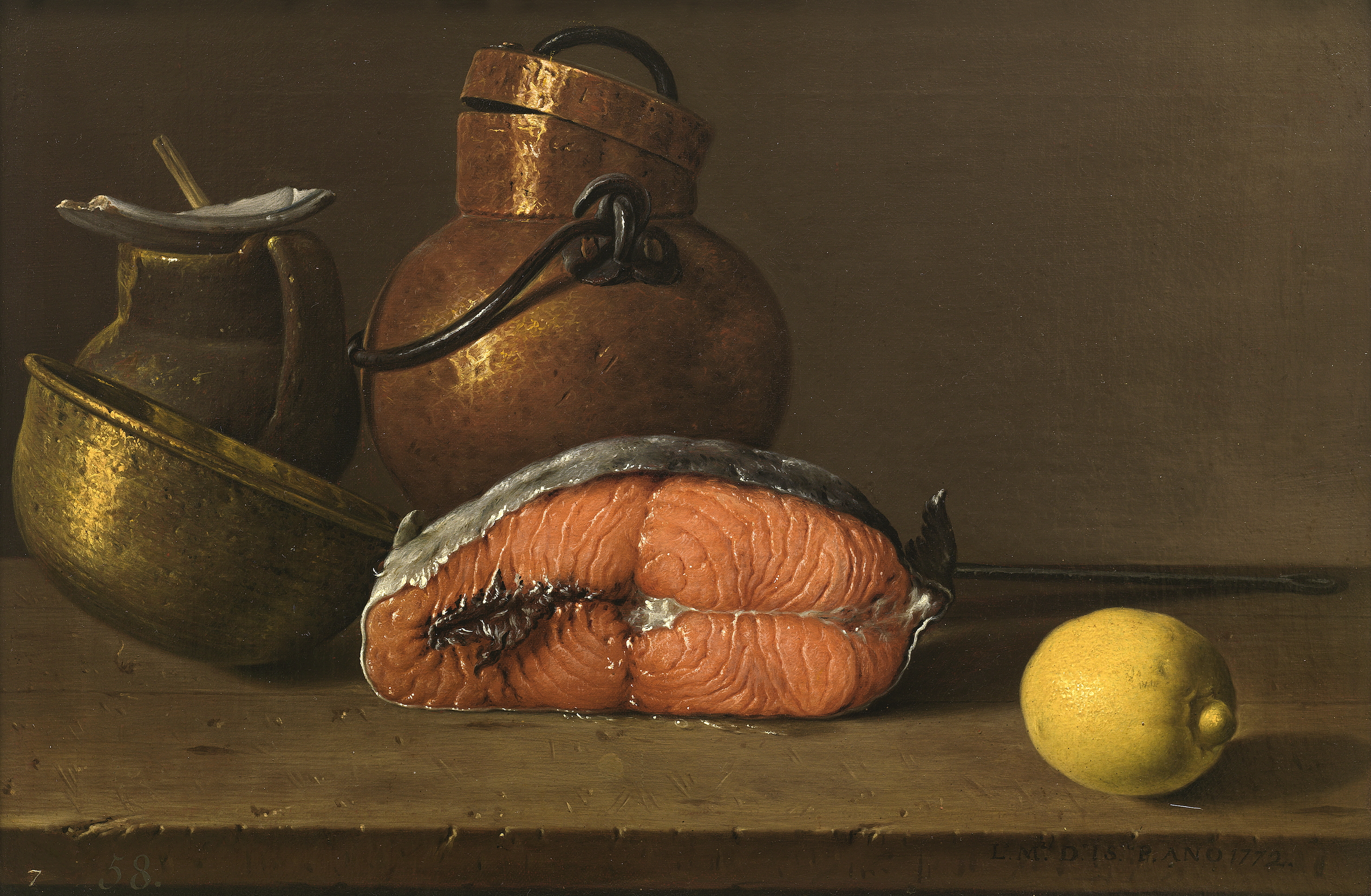
Zátiší s lososem, citrónem a třemi nádobami
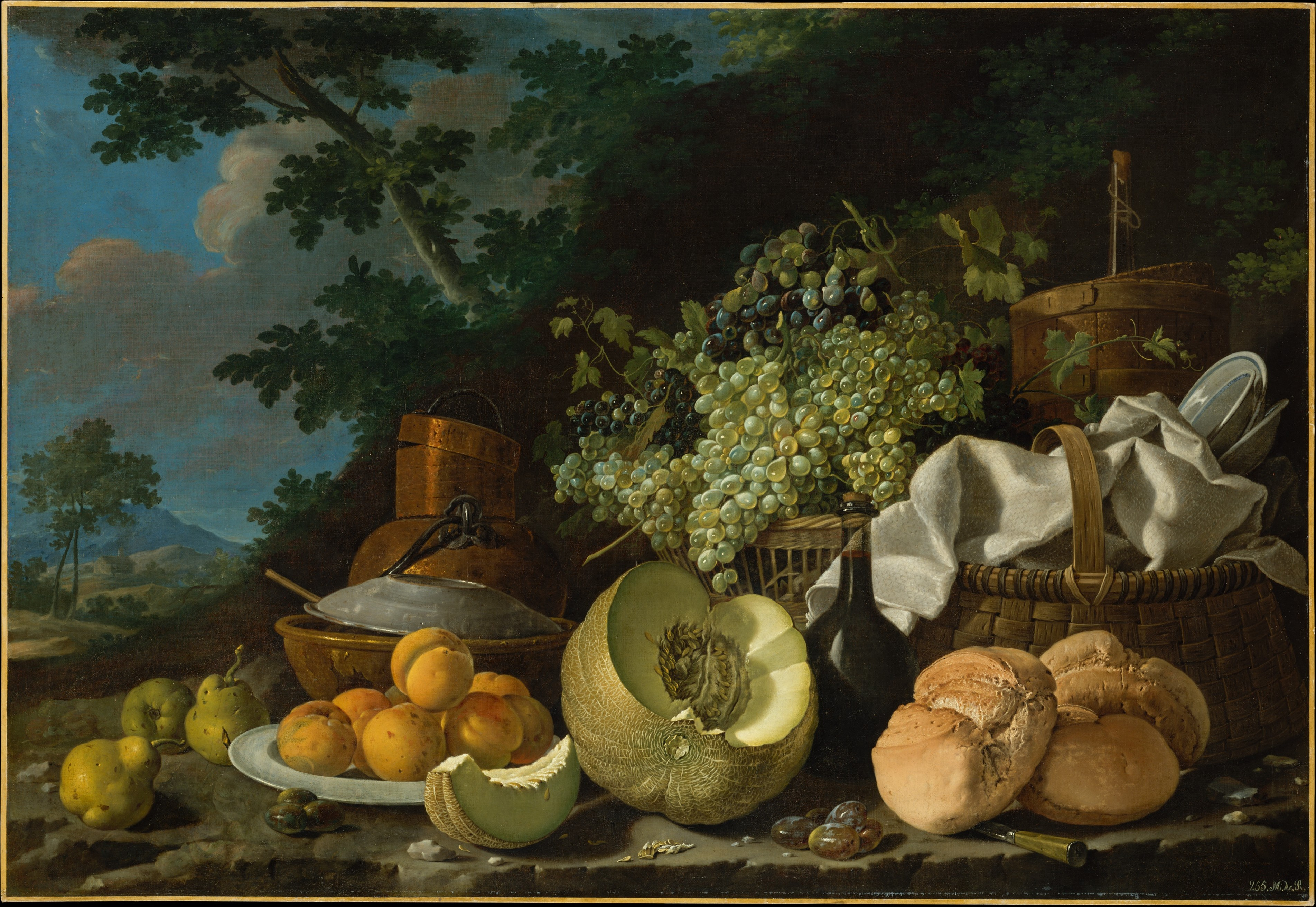
Merienda
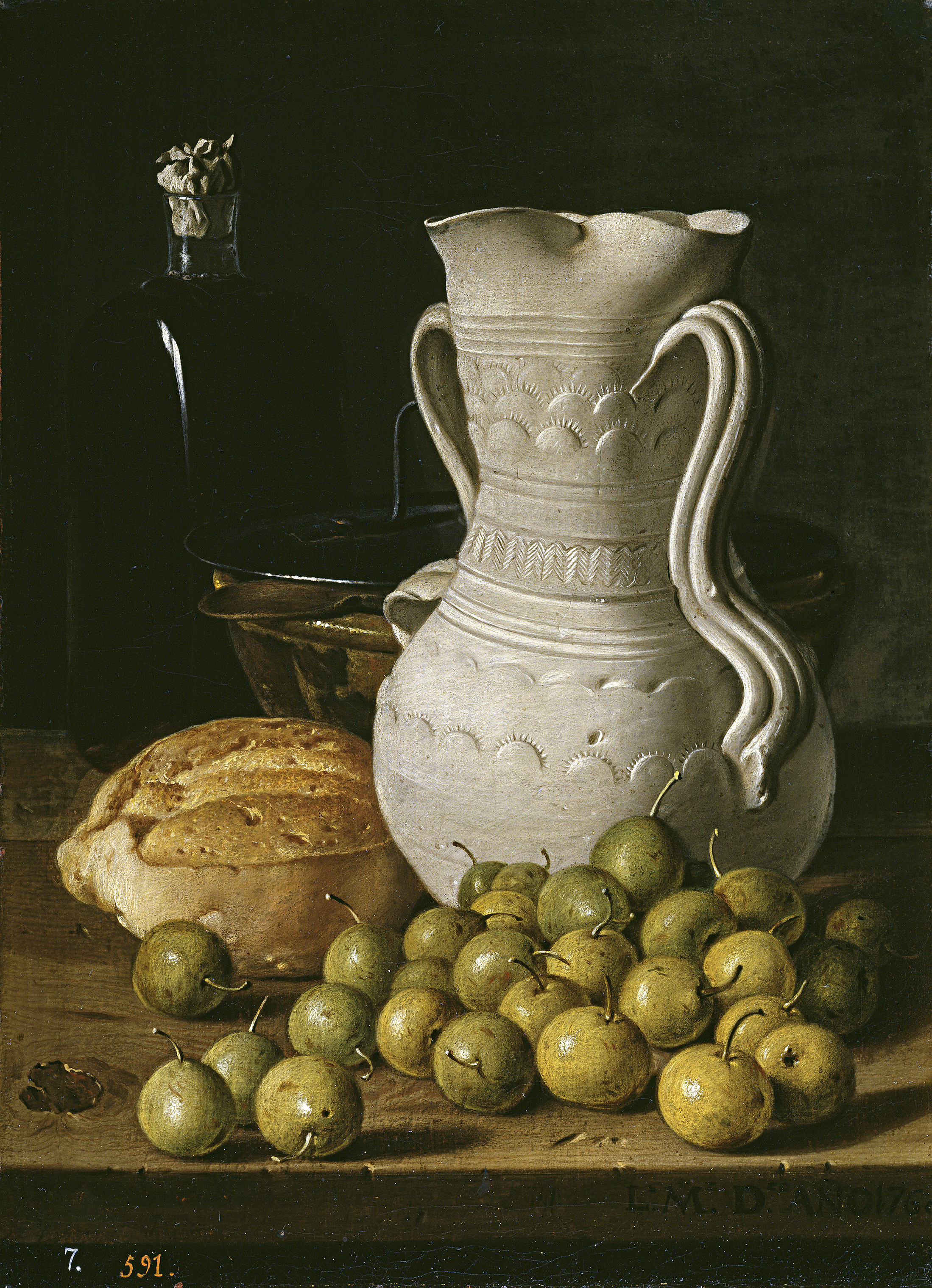
Zátiší s olivami a džbánem
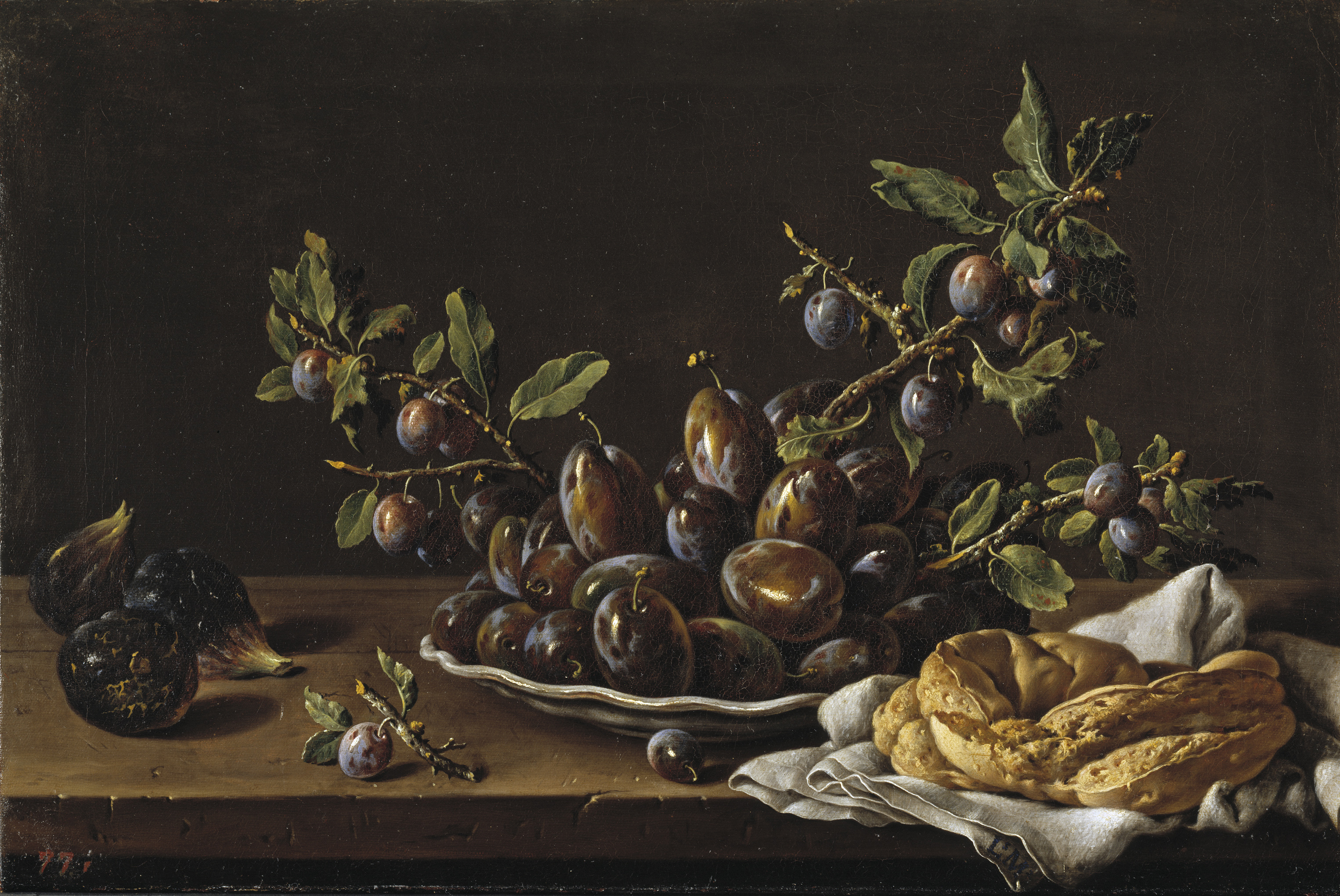
Mísa se švestkami, hrozny a jablky